# Nikon D1

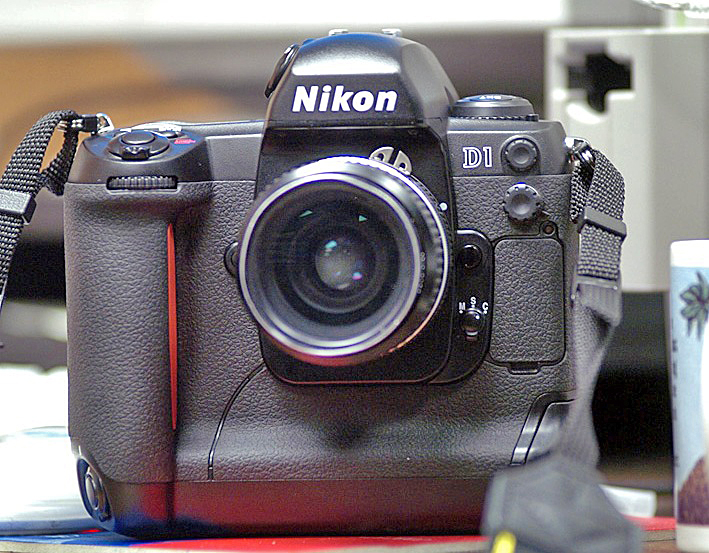

Nikon D1 — професійний цифровий дзеркальний фотоапарат компанії Nikon, перший в лінійці професійних цифрових дзеркальних фотоапаратів Nikon. Анонсований 15 червня 1999, випускався з 1999 по 2001 рік. Ціна камери без об'єктива на початок продаж становила близько $5500.
Камера оснащена матрицею Sony 23,7×15,5 мм з роздільною здатністю 2,6 мегапікселя (2000×1312) та інтерфейсом IEEE 1394 (FireWire) з відеовиходом (NTSC/PAL).
Пиловологозахищений корпус камери виконаний з магнієвого сплаву і має незнімну ручку для вертикальної зйомки, на якій продубльовані основні органи управління.

## D1H, D1X
Камери D1H і D1X випущені на зміну D1 5 лютого 2001 року.
D1X забезпечувала збільшену роздільну здатність знімка — 5.3 ефективних мегапікселів (3008×1960) і швидкість серійної зйомки в 3 кадри на секунду для серії до 21 знімка.
D1H використовувала ту ж матрицю, що й D1 (2.7 мегапікселя), але забезпечувала більшу швидкість серійної зйомки — 5 кадрів на секунду з можливістю зйомки серії до 40 послідовних знімків.
І D1H, і D1X використовували простір кольорів sRGB/AdobeRGB, що було значним удосконаленням після D1.